# Cayratia novemfolia
Cayratia novemfolia là một loài thực vật hai lá mầm trong họ Nho. Loài này được (Wall. ex M.A.Lawsen) Burkill ex Suess. miêu tả khoa học đầu tiên năm 1953.